# 布瓦斯庞绍
布瓦斯庞绍（法語：Boisse-Penchot）是法国阿韦龙省的一个市镇，属于鲁埃格自由城区（Villefranche-de-Rouergue）德卡泽维尔县（Decazeville）。该市镇2009年时的人口为515人。

## 人口
布瓦斯庞绍人口变化图示
| 数据来源：INSEE |